# Брамајрате (Асти)
Брамајрате је насеље у Италији у округу Асти, региону Пијемонт.
Према процени из 2011. у насељу је живело 142 становника. Насеље се налази на надморској висини од 169 м.